# Baliomorpha pezidion
Baliomorpha pezidion är en nattsländeart som beskrevs av Arturs Neboiss 1984. Baliomorpha pezidion ingår i släktet Baliomorpha och familjen ryssjenattsländor. Inga underarter finns listade i Catalogue of Life.